# ComKean
Charly Baasch (født 25. maj 1984) aka. ComKean, er en dansk YouTuber, som er kendt for at optage sig selv spille computerspil og lægge videoerne på YouTube (Lets Plays). Charly uploader hver dag videoer til sin YouTube-kanal i et familievenligt format. Mest kendt for at spille Roblox

## Karriere
Charly blev inspireret til at starte sin egen YouTube-kanal, da han så den engelske YouTuber FrankieOnPCin1080P’s videoer. Han startede selv med at lave videoer i august 2013, og fire år senere sagde han sit job op som politibetjent for at lave YouTube på fuld tid. Pr. Marts 2025 havde hans YouTube-kanal 279 millioner visninger og 209.000 abonnenter.

### Musik
Charly har medvirket i flere musiknumre, herunder to numre, der er blevet udgivet på hans egen kanal; ”Easy Peasy Lemon Squeezy” og ”Det Talt’ Ik’”. Derudover er han featuret i bl.a. nummeret ”Fedt At Være En Noob”, der handler om at tale pænt til hinanden på internettet.

### Nomineringer
I 2018 var Charly nomineret til Årets Gamer ved Guldtuben, men tabte til ”MadsenGaming”.
I 2019 var Charly nomineret til “Årets Gamer på YouTube” til Danish Game Awards, men tabte til "Lasse Vestergaard". 

### Kritik af gambling med skins
Charly udtalte har tidligere udtalt kritik af YouTubere og streamere, som promoverer gambling med virtuelle genstande i computerspillet ”Counter Strike: Global Offensive”.

## Baggrund
Charly er opvokset i Herlev, hvor han gik på Rudolf Steinerskolen ”Michael Skolen”. Charly er også uddannet politibetjent.

### Uden for YouTube
I 2017 annoncerede Charly sit første liveshow ”ComKean med Elg På”, der var et show, som han og YouTuberen ”Den Mandige Elg” turnerede landet rundt med i 2018. I 2019 turnerede de med deres andet liveshow ”Tæller/Tæller Ik”.
Deres tredje liveshow “Elgens Revanche” er planlagt til april 2020.
I november 2019 udgav Charly i samarbejde med børnebogsforfatteren Michael Kamp børnebogen “Simbas Farlige Rejse” om Charlys kat, der stikker af og kommer på eventyr i storbyen. 

## Omtaler i pressen o.l.
- DR Nyheder ifm. Charly som dommer ved Game Jam, artikel fra d. 22. november 2016.
- Bremen Teater ifm. ”ComKean med Elg På” Arkiveret 11. maj 2018 hos  Wayback Machine, hentet d. 16. marts 2019.
- HillerødPosten ifm. Tæller/Tæller Ik’ Arkiveret 5. marts 2019 hos  Wayback Machine, artkel fra d. 4. marts 2019.